# Laevophiloscia subterranea
Laevophiloscia subterranea is een pissebed uit de familie Philosciidae. De wetenschappelijke naam van de soort is voor het eerst geldig gepubliceerd in 1912 door Gustav Budde-Lund.